# Giới hạn của hàm số
| {\displaystyle x} | {\displaystyle {\frac {\sin x}{x}}} |
| ----------------- | ----------------------------------- |
| 1                 | 0.841471...                         |
| 0.1               | 0.998334...                         |
| 0.01              | 0.999983...                         |

Giới hạn của hàm số f(x) khi x tiến tới a

Mặc dù hàm số (sin x)/x không được định nghĩa tại 0, khi x tiến càng gần đến 0, (sin x)/x trở nên gần một cách tùy ý đến 1. Nói cách khác, giới hạn của (sin x)/x khi x tiếp cận 0 bằng 1.
Trong toán học, giới hạn của hàm số (Tiếng Anh: functional limit) là một khái niệm cơ bản trong vi tích phân và giải tích liên quan đến hành vi của hàm số đó gần một giá trị nhất định.
Định nghĩa chính quy, xuất hiện từ đầu thế kỷ thứ 19, được trình bày ở dưới. Không chính thức, một hàm số f gán một giá trị đầu ra f(x) cho mỗi giá trị đầu vào x. Ta nói hàm số có giới hạn L tại giá trị a: nghĩa là f(x) tiến càng ngày càng gần L khi x tiến càng gần a. Cụ thể hơn, với bất kỳ giá trị đầu vào nào đủ gần với a, kết quả nhận được phải gần tùy ý đến L. Ngược lại, ta nói giới hạn không tồn tại.
Khái niệm về giới hạn có nhiều ứng dụng trong giải tích hiện đại. Cụ thể, nhiều định nghĩa của tính liên tục sử dụng giới hạn: một hàm số gọi là liên tục nếu tất cả giới hạn của nó bằng với giá trị của nó. Giới hạn cũng xuất hiện trong định nghĩa của đạo hàm: trong giải tích một biến, đạo hàm là giá trị giới hàm của độ dốc của đường cát tuyến với đồ thị của một hàm số.

## Lịch sử
Giới hạn không được sử dụng rõ ràng trong quá trình phát triển của giải tích trong thế kỷ 17 và 18, và ý tưởng hiện đại về giới hạn của một hàm số thuộc về Bolzano, người mà trong năm 1817, giới thiệu về kĩ thuật epsilon-delta để định nghĩa hàm số liên tục. Tuy nhiên, những công trình của ông không được biết đến trong cho đến khi ông qua đời (Felscher 2000). Trong quyển Cours d'analyse của mình năm 1821, Cauchy thảo luận về biến số, vô cùng bé, giới hạn và tính liên tục của y = f(x) bằng việc nói rằng một thay đổi vô cùng bé trong x tạo ra một thay đổi vô cùng bé trong y, đồng thời (Grabiner 1983) khẳng định ông chỉ có thể định nghĩa bằng từ ngữ. Weierstrass lần đầu tiên sử dụng định nghĩa epsilon-delta cho giới hạn mà vẫn được dùng đến ngày nay. Ông cũng sử dụng các ký hiệu {\displaystyle \lim } và {\displaystyle \textstyle \lim _{x\rightarrow x_{0}}} (Burton 1997).
Ký hiệu hiện đại đặt dấu mũi tên ở dưới ký hiệu giới hạn xuất phát từ Hardy trong cuốn sách A Course of Pure Mathematics xuất bản 1908 (Miller 2004).

## Ý tưởng
Giả sử một người đang đi trên đồ thị của hàm số y = f(x). Hoành độ của người đó là giá trị của biến x, còn độ cao là giá trị của tung độ y. Người đó đi lại gần vị trí có hoành độ là a. Khi người đó tiến càng gần đến vị trí đó, cô ta nhận ra độ cao của cô tiếp xúc L. Nếu được hỏi về độ cao của điểm x = a, cô ấy sẽ trả lời là L.
Vậy, nói độ cao của người đó tiếp cận L có nghĩa là độ cao của cô ấy càng gần L với sai số có thể làm nhỏ tùy ý. Ví dụ, ta đặt mục tiêu cho sai số đó bé hơn mười mét, cô ta bảo rằng cô có thể làm được bằng cách tiến gần hơn đến vị trí a, chẳng hạn là trong khoảng cách năm mươi mét (theo chiều ngang). Tức miễn là cô đứng cách a không quá năm mươi mét thì độ cao của cô sẽ cách L không quá mười mét.
Tương tự, không nhất thiết phải là mười mét, nếu yêu cầu sai số xuống còn một mét, cô ấy vẫn có thể đạt được độ cao cần thiết bằng cách tiến gần đến a hơn. Tóm lại, nói độ cao của người đó tiếp cận L khi cô ấy tiến về vị trí a nghĩa là với bất kỳ sai số tối đa nào, dù nhỏ cỡ nào đi nữa, cũng tồn tại một vùng quanh a mà trong đó độ cao của người đó nằm trong sai số yêu cầu ấy.
Lời giải thích trên có thể được phát biểu như sau:
Giới hạn của hàm số f(x) khi x tiến tới p là một số L thỏa mãn tính chất: với bất kì khoảng cách nào từ L, có một vùng xung quanh p mà trong đó giá trị của f(x) nằm trong khoảng cách đã cho.
Phát biểu trên khá gần với định nghĩa hoàn chỉnh của giới hạn của một hàm số có giá trị trong một không gian Hausdorff. Định nghĩa sau đây, (thường được gọi là định nghĩa (ε, δ)), nhìn chung được chấp nhận trong nhiều hoàn cảnh khác nhau.

## Hàm số một biến
Giả sử f: R → R được định nghĩa trên tập số thực và a, L ∈ R. Ta nói giới hạn của f, khi x tiến tới a, là L và viết
{\displaystyle \lim _{x\to a}f(x)=L,}
nếu tính chất sau là đúng: Với mọi số thực ε > 0, tồn tại một số thực δ > 0 sao cho với mọi x thỏa mãn 0 < |x − a| < δ thì |f(x) − L| < ε.
Có thể thấy giới hạn của hàm số không phụ thuộc việc f có nghĩa tại a, và cũng không phụ thuộc vào giá trị của f tại a, tức f(a).
Các ẩn ε và δ có thể hiểu là "sai số" và "khoảng cách", và thực tế là Cauchy đã dùng ε để viết tắt cho "sai số" trong một số tác phẩm của ông (Grabiner 1983), mặc dù trong định nghĩa của tính liên tục ông dùng α vô cùng nhỏ thay vì ε hay δ (xem Cours d'Analyse).

### Giới hạn một bên

Giới hạn khi x → x0^{+} khác với giới hạn khi x → x0^{−}. Do đó, giới hạn khi x → x_{0} không tồn tại.

Thay vì tiếp cận theo cả hai phía, x có thể tiến tới a từ bên phải hoặc bên trái, khi đó giới hạn được gọi là giới hạn bên phải (bên trái) của f tại a, kí hiệu là
{\displaystyle \lim _{x\to a^{+}}f(x)=L}
cho giới hạn bên phải, và
{\displaystyle \lim _{x\to a^{-}}f(x)=L}
cho giới hạn bên trái. Nếu cả hai giới hạn này tồn tại và bằng nhau, khi ấy giới hạn của f tại a cũng tồn tại và bằng giá trị của hai giới hạn một bên. Nếu các giới hạn này tồn tại nhưng không bằng nhau thì giới hạn của f tại a không tồn tại. Nếu một trong hai giới hạn một bên này không tồn tại thì giới hạn tại a cũng không tồn tại.
Một định nghĩa hoàn chỉnh như sau:
- Giới hạn của f(x) khi x tiến tới a từ bên phải (hay từ bên trên) là L nếu, với mọi ε > 0, tồn tại một số δ > 0 sao cho nếu 0 < x − a < δ thì |f(x) − L| < ε.
- Giới hạn của f(x) khi x tiến tới a từ bên trái (hay từ bên dưới) là L nếu, với mọi ε > 0, tồn tại một số δ > 0 sao cho nếu 0 < a − x < δ thì |f(x) − L| < ε.

Để ý rằng nếu cả hai điều kiện 0 < x − a < δ và 0 < a − x < δ đều thỏa thì sẽ tương đương với 0 < |x − a| < δ

### Ví dụ

#### Giới hạn một bên không tồn tại
Hàm số
{\displaystyle f(x)={\begin{cases}\sin {\dfrac {5}{x-1}}&{\text{ cho }}x<1\\0&{\text{ cho }}x=1\\{\dfrac {1}{10(x-1)}}&{\text{ cho }}x>1\end{cases}}}

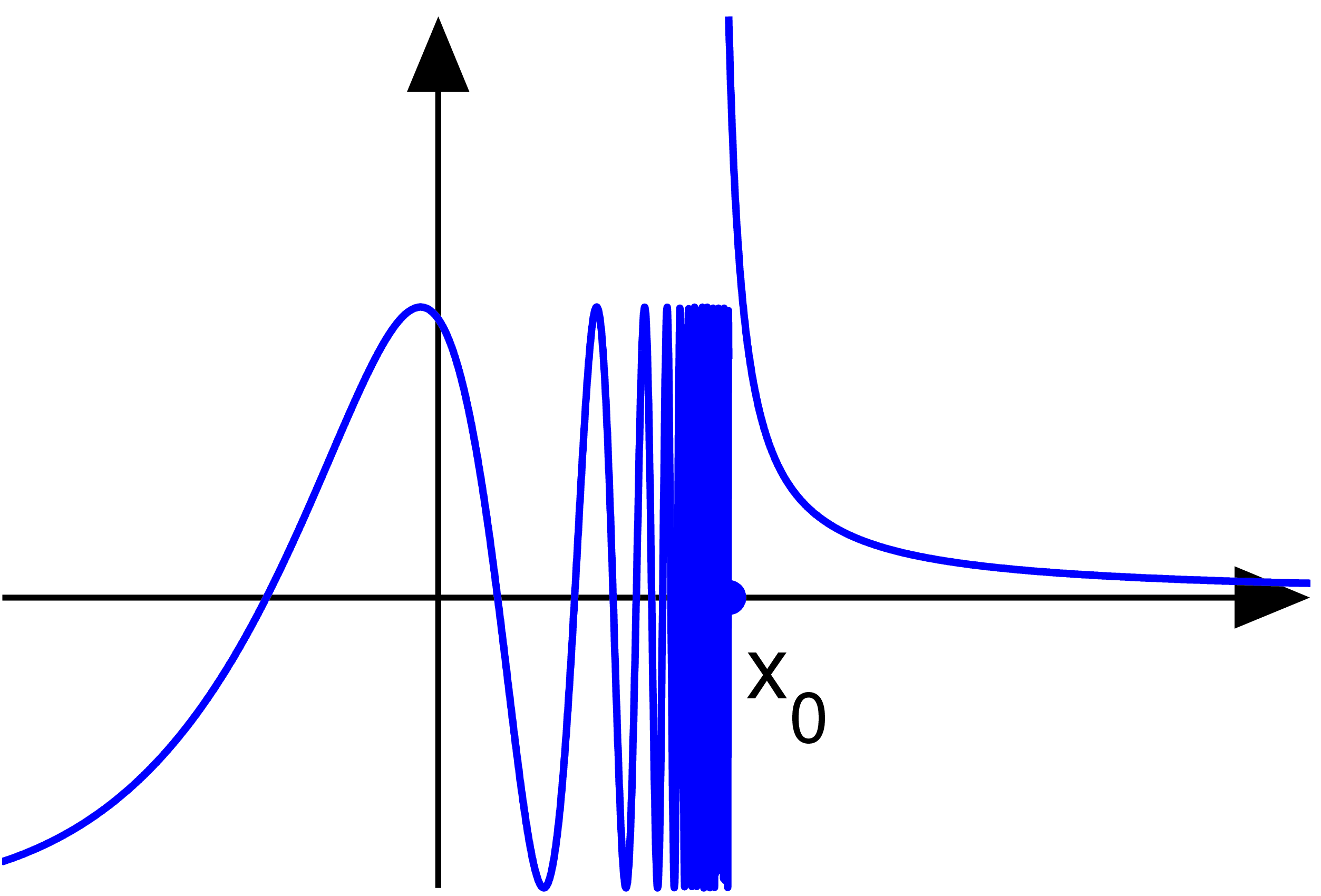
Một hàm số không có giới hạn bên phải tại x_{0}, do đó x_{0} là một đứt gãy cơ bản

không có giới hạn tại x0 = 1: giới hạn bên trái không tồn tại do tính dao động của hàm sin, giới hạn bên phải không tồn tại do hàm nghịch đảo tiệm cận về vô cùng. Tuy nhiên, hàm số này có giới hạn tại mọi điểm khác ngoài 1 trên trục số thực.
Hàm Dirichlet, định nghĩa là f(x) = 1 nếu x là số hữu tỉ và f(x) = 0 nếu x là số vô tỉ, không có giới hạn tại bất kì điểm nào trong tập số thực.

#### Giới hạn một bên không bằng nhau
Hàm số 
{\displaystyle f(x)={\begin{cases}1&{\text{ cho }}x<0\\2&{\text{ cho }}x\geq 0\end{cases}}}
có giới hạn tại mọi điểm x khác 0 (giới hạn đó bằng 1 với x âm và bằng 2 với x dương). Giới hạn tại x = 0 không tồn tại, do giới hạn bên trái (bằng 1) và giới hạn bên phải (bằng 2) là khác nhau.

#### Giới hạn tại một điểm
Hàm số f: R → R, được định nghĩa là f(x) = x nếu x là số hữu tỉ và f(x) = 0 nếu x là số vô tỉ, có giới hạn tại x = 0 và giới hạn đó bằng 0.

#### Giới hạn tại vô số điểm đếm được
Hàm số f, được định nghĩa f(x) = sin x với x vô tỉ và f(x) = 1 với x hữu tỉ, có giới hạn tại mọi điểm có dạng π/2 + 2nπ, trong đó n là một số nguyên bất kỳ.

## Hàm số trên không gian mêtric
Giả sử M và N lần lượt là tập con của không gian metric A và B, và ánh xạ f: M → N, với x ∈ M và a là một điểm giới hạn của M và L ∈ N. Ta nói giới hạn của f khi x tiến tới a là L và viết
{\displaystyle \lim _{x\to a}f(x)=L}
nếu tính chất sau thỏa: với mọi ε > 0, tồn tại một δ > 0 sao cho nếu 0 < dA(x, a) < δ thì dB(f(x), L) < ε.
Cũng như trên, để ý rằng a không nhất thiết nằm trong tập xác định của f, cũng như L không nhất thiết nằm trong tập giá trị của f, và ngay cả khi f(a) có nghĩa, nó cũng không nhất thiết bằng L.
Một định nghĩa khác sử dụng khái niệm lân cận. Ta viết
{\displaystyle \lim _{x\to p}f(x)=L}
nếu với mọi lân cận V của L trong B, tồn tại một lân cận U của a trong A sao cho f(U ∩ M − {a}) ⊆ V.

## Hàm số trên không gian tôpô
Giả sử X, Y là các không gian tôpô với Y là một không gian Hausdorff. Gọi p là một điểm giới hạn của Ω ⊆ X, và L ∈ Y. Với hàm số f: Ω → Y, ta nói giới hạn của f khi x tiến tới p là L (tức là, f(x) → L khi x → p) và viết:
{\displaystyle \lim _{x\to p}f(x)=L}
nếu điều kiện sau đây được thỏa mãn: với mọi lân cận mở V của L, tồn tại một lân cận mở U của p sao cho f(U ∩ Ω − {p}) ⊆ V.
Để ý rằng tập xác định của f không nhất thiết phải chứa p, và nếu có thì giá trị của f tại p không ảnh hưởng đến định nghĩa của giới hạn. Cụ thể, nếu tập xác định của f là X \ {p} (hoặc toàn bộ X), thì giới hạn của f khi x → p tồn tại và bằng L nếu, với mọi tập con Ω của X có điểm giới hạn p, giới hạn của f trên Ω tồn tại và bằng L. Đôi khi điều kiện này được dùng để thiết lập sự không tồn tại của giới hạn hai bên của một hàm số trên R bằng cách chỉ ra các giới hạn một bên không tồn tại hoặc không bằng nhau.
Ngoài ra, điều kiện Y là một không gian Hausdorff có thể được nói lỏng thành một không gian tôpô nói chung, nhưng khi ấy giới hạn của hàm số có thể không còn là duy nhất. Cụ thể, ta nói một giới hạn hoặc tập các giới hạn của hàm số tại mộ điểm.
Một hàm số liên tục tại điểm giới hạn p nằm trong tập xác định của nó khi và chỉ khi f(p) là (một) giới hạn của f(x) khi x tiến tới p.

## Giới hạn có vô cùng

### Giới hạn tại vô cùng

Giới hạn tại vô cùng của hàm số này tồn tại.

Với hàm số thực f(x), ta nói giới hạn của f khi x tiến tới (dương) vô cùng là L, viết là
{\displaystyle \lim _{x\to \infty }f(x)=L,}
nghĩa là với mọi ε > 0, tồn tại một số c sao cho nếu x > c thì |f(x) - L| < ε. Viết bằng ký hiệu là:
{\displaystyle \forall \varepsilon >0\;\exists c\;\forall x>c:\;|f(x)-L|<\varepsilon }.
Tương tự, ta nói giới hạn của f khi x tiến tới âm vô cùng là L, viết là
{\displaystyle \lim _{x\to -\infty }f(x)=L,}
nghĩa là với mọi ε > 0, tồn tại một số c sao cho nếu x < c thì |f(x) - L| < ε. Viết bằng ký hiệu là:
{\displaystyle \forall \varepsilon >0\;\exists c\;\forall x<c:\;|f(x)-L|<\varepsilon }.
Ví dụ:
{\displaystyle \lim _{x\to -\infty }e^{x}=0.\,}

### Giới hạn vô cùng
Với hàm số có giá trị tăng đến vô cùng, nó phân kỳ và giới hạn thông thường không tồn tại. Tuy nhiên, trong trường hợp này ta có thể định nghĩa giới hạn với giá trị vô cùng. Ví dụ, phát biểu giới hạn của f khi x tiến tới a là vô hạn, viết là
{\displaystyle \lim _{x\to a}f(x)=\infty ,}
nghĩa là với mọi N > 0, tồn tại một số δ > 0 sao cho nếu 0 < |x - a| < δ thì f(x) > N.
Những định nghĩa này có thể được kết hợp với nhau một cách tự nhiên để cho ta những loại giới hạn tương tự như
{\displaystyle \lim _{x\to \infty }f(x)=\infty ,\lim _{x\to a^{+}}f(x)=-\infty .}
Ví dụ,
{\displaystyle \lim _{x\to 0^{+}}\ln x=-\infty .}
Những giới hạn vô hạn có liên quan đến khái niệm tiệm cận.
Những định nghĩa trên có cách tiếp cận sử dụng không gian mêtric. Thực tế, chúng tương thích với định nghĩa không gian tôpô của giới hạn nếu
- một lân cận của −∞ được định nghĩa để chứa một đoạn [−∞, c) với c ∈ R, và
- một lân cận của ∞ được định nghĩa để chứa một đoạn (c; ∞) với c ∈ R, và
- một lân cận của a ∈ R được định nghĩa như trong không gian mêtric R.

Trong trường hợp đó, R là một không gian tôpô và định nghĩa không gian tôpô cho giới hạn áp dụng cho bất kì hàm số f: X → Y với X, Y ⊆ R, khi ấy giới hạn vô cùng có thể được định nghĩa dễ dàng.

### Giới hạn tại vô hạn của hàm phân thức

Tiệm cận ngang y = 4

Có ba quy tắc cơ bản để tính giới hạn tại dương vô cùng của một hàm phân thức f(x) = P(x)/Q(x) (trong đó P và Q là các đa thức):
- Nếu bậc của P lớn hơn bậc của Q, thì giới hạn là dương hoặc âm vô cùng, tùy thuộc vào dấu của hệ số bậc cao nhất của hai đa thức (cùng dấu là dương, ngược dấu là âm);
- Nếu bậc của P và Q bằng nhau, giới hạn bằng hệ số bậc cao nhất của P chia cho hệ số bậc cao nhất của Q;
- Nếu bậc của P nhỏ hơn bậc của Q, giới hạn là 0.

Nếu giới hạn (hữu hạn) tại vô cùng của f tồn tại, nó tượng trưng cho tiệm cận ngang tại y = L. Đa thức không có tiệm cận ngang, tuy nhiên các hàm phân thức có thể có.

## Hàm số nhiều biến
Để ý rằng |x − a| tượng trưng cho khoảng cách trên trục số, định nghĩa của giới hạn có thể được mở rộng cho hàm số của nhiều hơn một biến. Trong trường hợp hai biến, với hàm số f: R2 → R, ta viết
{\displaystyle \lim _{(x,y)\to (a,b)}f(x,y)=L}
nếu
với mọi ε > 0, tồn tại một δ > 0 sao cho với mọi (x,y) thỏa mãn 0 < ||(x,y) − (a,b)|| < δ, thì |f(x,y) − L| < ε
trong đó ||(x,y) − (a,b)|| là khoảng cách Euclid. Định nghĩa này có thể được mở rộng cho số biến bất kỳ.

## Hoàn cảnh khác

### Dãy số
Với hàm số trên trục số thực, một cách để định nghĩa giới hạn của một hàm số là bằng giới hạn của dãy số. (định nghĩa này thường được cho là của Eduard Heine). Trong hoàn cảnh này:
{\displaystyle \lim _{x\to a}f(x)=L}
nếu và chỉ nếu với mọi dãy số xn (xn khác a với mọi n) hội tụ về a, dãy f(xn) hội tụ về L. Năm 1916, Sierpiński chứng minh sự tương đương của định nghĩa này và định nghĩa ở trên, sử dụng một dạng yếu hơn của tiên đề chọn. Chú ý rằng để định nghĩa một dãy xn hội tụ về a vẫn cần định nghĩa (ε, δ) của giới hạn.
Tương tự với định nghĩa của Weierstrass, một định nghĩa Heine tổng quát hơn áp dụng cho hàm số định nghĩa trên tập con của tập số thực. Gọi f là một hàm số giá trị thực với tập xác định D, a là giới hạn của một dãy các phần tử thuộc D \ {a}. Khi ấy giới hạn của f là L khi x tiến tới a nếu
với mọi dãy xn ∈ D \ {a} mà hội tụ về a thì dãy f(xn) hội tụ về L.

### Giải tích không chính quy
Trong giải tích không chính quy, giới hạn của hàm số được định nghĩa là:
{\displaystyle \lim _{x\to a}f(x)=L}
khi và chỉ khi với mọi x ∈ R*, nếu x - a vô cùng nhỏ thì f*(x) - L là vô cùng nhỏ.
Ở đây R* là tập số siêu thực và f* là mở rộng tự nhiên của f cho tập số thực không chính quy. Keisler chứng minh rằng định nghĩa giới hạn sử dụng số siêu thực giúp đơn giản hóa đi hai biến. Mặt khác, Karel Hrbacek viết rằng để những định nghĩa như thế hợp lệ cho mọi số siêu thực, chúng vẫn phải gián tiếp sử dụng phương pháp ε-δ, và cho rằng, từ góc nhìn sư phạm, việc giải tích không chính quy có thể được thực hiện mà không cần phương pháp ε-δ là khó khả thi. 
Piotr Błaszczyk và những người khác chỉ ra sự hữu dụng của liên tục vi mô trong việc xây dựng một định nghĩa rõ ràng cho tính liên tục đều, và đánh giá chỉ trích của Hrbacek là "lời than vãn mơ hồ".

### Độ gần
Tại hội nghị toán học quốc tế 1908, nhà toán học Frigyes Riesz giới thiệu một cách khác để định nghĩa giới hạn và tính liên tục sử dụng một khái niệm gọi là "độ gần". Một điểm x được gọi là "gần" một tập S ⊆ R nếu với mọi r > 0, tồn tại một a ∈ S sao cho |x - a| < r. Trong trường hợp này, ta có
{\displaystyle \lim _{x\to a}f(x)=L}
khi và chỉ khi với mọi tập A ⊆ R, nếu a gần A thì L gần f(A). Ở đây f(A) ký hiệu cho tập {f(x) | x ∈ A}. Định nghĩa này cũng có thể mở rộng cho không gian mêtric và không gian tôpô.

## Tính liên tục
Khái niệm giới hạn của hàm số liên quan chặt chẽ đến khái niệm tính liên tục. Một hàm số f được gọi là liên tục tại c nếu nó có nghĩa tại c và giá trị của nó tại c bằng giới hạn của f khi x tiến tới c:
{\displaystyle \lim _{x\to c}f(x)=f(c).}
(Ở đây ta giả sử c là một điểm giới hạn trong miền xác định của f.)

## Tính chất

### Phép tính đại số
Cho hàm số f: M → N giữa hai không gian mêtric M và N. Nếu N là một không gian định chuẩn thì toán tử giới hạn là tuyến tính theo nghĩa sau:
- Nếu giới hạn của f(x) và g(x) khi x tiến tới a lần lượt là L và K thì giới hạn của f(x) + g(x) khi x tiến tới a là L + K
- Nếu α là một scalar từ trường của N thì giới hạn của αf(x) khi x tiến tới a là αL.

Nếu f là một hàm thực (hoặc phức) thì việc lấy giới hạn vẫn bảo toàn các phép toán đại số thông thường, với điều kiện các giới hạn ở vế phải tồn tại (đẳng thức cuối chỉ đúng nếu mẫu số ở vế trái khác không).
{\displaystyle {\begin{matrix}\lim \limits _{x\to a}&(f(x)+g(x))&=&\lim \limits _{x\to a}f(x)+\lim \limits _{x\to a}g(x)\\\lim \limits _{x\to a}&(f(x)-g(x))&=&\lim \limits _{x\to a}f(x)-\lim \limits _{x\to a}g(x)\\\lim \limits _{x\to a}&(f(x)\cdot g(x))&=&\lim \limits _{x\to a}f(x)\cdot \lim \limits _{x\to a}g(x)\\\lim \limits _{x\to a}&(f(x)/g(x))&=&{\lim \limits _{x\to a}f(x)/\lim \limits _{x\to a}g(x)}\end{matrix}}}
Trong mỗi trường hợp trên, ngay cả khi giới hạn ở vế phải không tồn tại, hoặc giới hạn ở tử và mẫu trong đẳng thức cuối đều bằng không (gọi là dạng bất định), thì giới hạn ở vế trái vẫn có thể tồn tại, tùy thuộc vào các hàm số f và g. Ví dụ như nếu f(x) = 1/x và g(x) = −1/x, khi ấy:
{\displaystyle {\begin{matrix}&\lim \limits _{x\to 0}f(x)&=&\infty \\&\lim \limits _{x\to 0}g(x)&=&-\infty \\&\lim \limits _{x\to 0}f(x)+g(x)&=&0\end{matrix}}}
Một ví dụ khác là hàm sinc f(x) = sin x/x đã được giới thiệu ở trên. Cả sin x và x đều tiến về 0 khi x tiến về 0, tuy nhiên f(x) có giới hạn là 1 khi x tiến về 0.
Những quy tắc trên cũng hợp lệ với giới hạn một bên, giới hạn ở vô cùng và giới hạn vô hạn, với những quy tắc sau:
- q + ∞ = ∞ với q ≠ −∞
- q × ∞ = ∞ với q > 0
- q × ∞ = −∞ với q < 0
- q / ∞ = 0 với q ≠ ± ∞

(xem trục số thực mở rộng)
Lưu ý rằng không có quy tắc tổng quát nào cho trường hợp q/0; tất cả phụ thuộc vào các hàm số đã cho. Các dạng bất định—ví dụ như 0/0, 0×∞, ∞−∞, và ∞/∞—cũng không thể áp dụng những quy tắc trên được, nhưng thường có thể được tính bằng quy tắc l'Hôpital hoặc định lý kẹp.

### Giới hạn của hàm hợp
Nói chung, khi có
{\displaystyle \lim _{y\to b}f(y)=c} và {\displaystyle \lim _{x\to a}g(x)=b},
ta không suy ra được {\displaystyle \lim _{x\to a}f(g(x))=c}. Tuy nhiên, quy tắc này là đúng nếu một trong hai điều kiện sau được thỏa mãn:
- f(b) = c (tức là f liên tục tại b), hoặc
- g không nhận giá trị b ở gần a (tức là, tồn tai một δ > 0 sao cho nếu 0 < |x - a| < δ thì g(x) ≠ b

Một ví dụ cụ thể, ta xét hai hàm không thỏa mãn cả hai điều kiện trên:
{\displaystyle f(x)=g(x)={\begin{cases}0&\mathrm {n{\acute {\hat {e}}}u} x\neq 0\\1&\mathrm {n{\acute {\hat {e}}}u} x=0\end{cases}}.}
Dễ thấy rằng
{\displaystyle \lim _{x\to a}f(x)=0} với mọi {\displaystyle a}.
Do đó, áp dụng quy tắc hợp mà không dùng điều kiện trên dẫn đến giới hạn của f(f(x)) là 0. Tuy nhiên, thực tế là
{\displaystyle f(f(x))={\begin{cases}1&\mathrm {n{\acute {\hat {e}}}u} x\neq 0\\0&\mathrm {n{\acute {\hat {e}}}u} x=0\end{cases}}}
và do đó
{\displaystyle \lim _{x\to a}f(f(x))=1} với mọi {\displaystyle a}.

### Giới hạn đặc biệt

#### Hàm phân thức
Với số nguyên không âm n và các hằng số a1, a2, a3,..., an và b1, b2, b3,..., bn,
- {\displaystyle \lim _{x\to \infty }{\frac {a_{1}{x}^{n}+a_{2}{x}^{n-1}+a_{3}{x}^{n-2}+...+a_{n}}{b_{1}{x}^{n}+b_{2}{x}^{n-1}+b_{3}{x}^{n-2}+...+b_{n}}}={\frac {a_{1}}{b_{1}}}}

Điều này có thể chứng minh bằng cách chia cả tử và mẫu cho xn. Nếu đa thức ở tử có bậc lớn hơn đa thức ở mẫu, giới hạn này không tồn tại (bằng vô cùng). Nếu đa thức ở tử có bậc nhỏ hơn thì giới hạn này bằng 0.

#### Hàm lượng giác
- {\displaystyle \lim _{x\to 0}{\frac {\sin x}{x}}=1}
- {\displaystyle \lim _{x\to 0}{\frac {1-\cos x}{x}}=0}
- {\displaystyle \lim _{x\to \infty }x\sin \left({\frac {1}{x}}\right)=1}

#### Hàm mũ
- {\displaystyle \lim _{x\to 0}(1+x)^{\frac {1}{x}}=\lim _{r\to \infty }\left(1+{\frac {1}{r}}\right)^{r}=e}
- {\displaystyle \lim _{x\to 0}{\frac {e^{x}-1}{x}}=1}
- {\displaystyle \lim _{x\to 0}{\frac {e^{ax}-1}{bx}}={\frac {a}{b}}}
- {\displaystyle \lim _{x\to 0}{\frac {c^{ax}-1}{bx}}={\frac {a}{b}}\ln c}
- {\displaystyle \lim _{x\to 0^{+}}x^{x}=1}

#### Hàm logarit
- {\displaystyle \lim _{x\to 0}{\frac {\ln(1+x)}{x}}=1}
- {\displaystyle \lim _{x\to 0}{\frac {\ln(1+ax)}{bx}}={\frac {a}{b}}}
- {\displaystyle \lim _{x\to 0}{\frac {\log _{c}(1+ax)}{bx}}={\frac {a}{b\ln c}}}

### Quy tắc l'Hôpital
Quy tắc này sử dụng đạo hàm để tìm giới hạn của dạng bất định như 0/0 hay ±∞/∞, và chỉ áp dụng được trong những trường hợp đó.
Cho hai hàm số f(x) và g(x), được định nghĩa trên một khoảng mở I chứa điểm giới hạn c. Nếu cả bốn điều kiện sau đều được thỏa mãn:
1. {\displaystyle \lim _{x\to c}f(x)=\lim _{x\to c}g(x)=0,} hoặc {\displaystyle \lim _{x\to c}f(x)=\pm \lim _{x\to c}g(x)=\pm \infty }
2. {\displaystyle f} và {\displaystyle g} khả vi trên {\displaystyle I\setminus \{c\}}
3. {\displaystyle g'(x)\neq 0} với mọi {\displaystyle x\in I\setminus \{c\}}
4. {\displaystyle \lim _{x\to c}{\frac {f'(x)}{g'(x)}}} tồn tại,

thì:
{\displaystyle \lim _{x\to c}{\frac {f(x)}{g(x)}}=\lim _{x\to c}{\frac {f'(x)}{g'(x)}}}
Ví dụ: {\displaystyle \lim _{x\to 0}{\frac {\sin(2x)}{\sin(3x)}}=\lim _{x\to 0}{\frac {2\cos(2x)}{3\cos(3x)}}={\frac {2\cdot 1}{3\cdot 1}}={\frac {2}{3}}.}

### Tổng và tích phân
Thay vì viết giới hạn ở vô cùng, ta thường đặt vô cùng lên các chặn của tổng hoặc tích phân.Ví dụ:
{\displaystyle \lim _{n\to \infty }\sum _{i=s}^{n}f(i)=\sum _{i=s}^{\infty }f(i)}
{\displaystyle \lim _{x\to \infty }\int _{a}^{x}f(t)\;dt=\int _{a}^{\infty }f(t)\;dt}.
{\displaystyle \lim _{x\to -\infty }\int _{x}^{b}f(t)\;dt=\int _{-\infty }^{b}f(t)\;dt}.